# Evippa nigerrima
Evippa nigerrima là một loài nhện trong họ Lycosidae.
Loài này thuộc chi Evippa. Evippa nigerrima được František Miller & Jan Buchar miêu tả năm 1972.